# Josef Palas
Josef Palas (22. července 1915 – ???) byl český a československý politik Komunistické strany Československa a poúnorový poslanec Národního shromáždění ČSR.

## Biografie
Ve volbách roku 1954 byl zvolen za KSČ do Národního shromáždění ve volebním obvodu Bruntál-Šternberk. V parlamentu setrval až do konce funkčního období, tedy do voleb roku 1960. K roku 1954 se profesně uvádí jako ředitel osmileté školy v obci Dvorce na Moravě.
Jeho synem je český politik ČSSD Jaroslav Palas.